# Nueva Palestina, Teopisca
Nueva Palestina är en ort i Mexiko.   Den ligger i kommunen Teopisca och delstaten Chiapas, i den sydöstra delen av landet, 800 km öster om huvudstaden Mexico City. Nueva Palestina ligger 2 077 meter över havet och antalet invånare är 126.
Terrängen runt Nueva Palestina är kuperad åt nordost, men åt sydväst är den bergig. Runt Nueva Palestina är det ganska tätbefolkat, med 104 invånare per kvadratkilometer. Närmaste större samhälle är Teopisca, 6,2 km sydost om Nueva Palestina. I omgivningarna runt Nueva Palestina växer huvudsakligen savannskog.